# Karol II Stuart
Karol II (ur. 29 maja 1630 w St. James’s Palace, Londyn, zm. 6 lutego 1685 w Whitehall, Londyn) – król Anglii i Szkocji w latach 1649–1685 (de iure) lub 1660-1685 (de facto), syn Karola I Stuarta, króla Anglii i Szkocji i Henrietty Marii, córki Henryka IV Burbona, króla Francji.

## Książę Walii

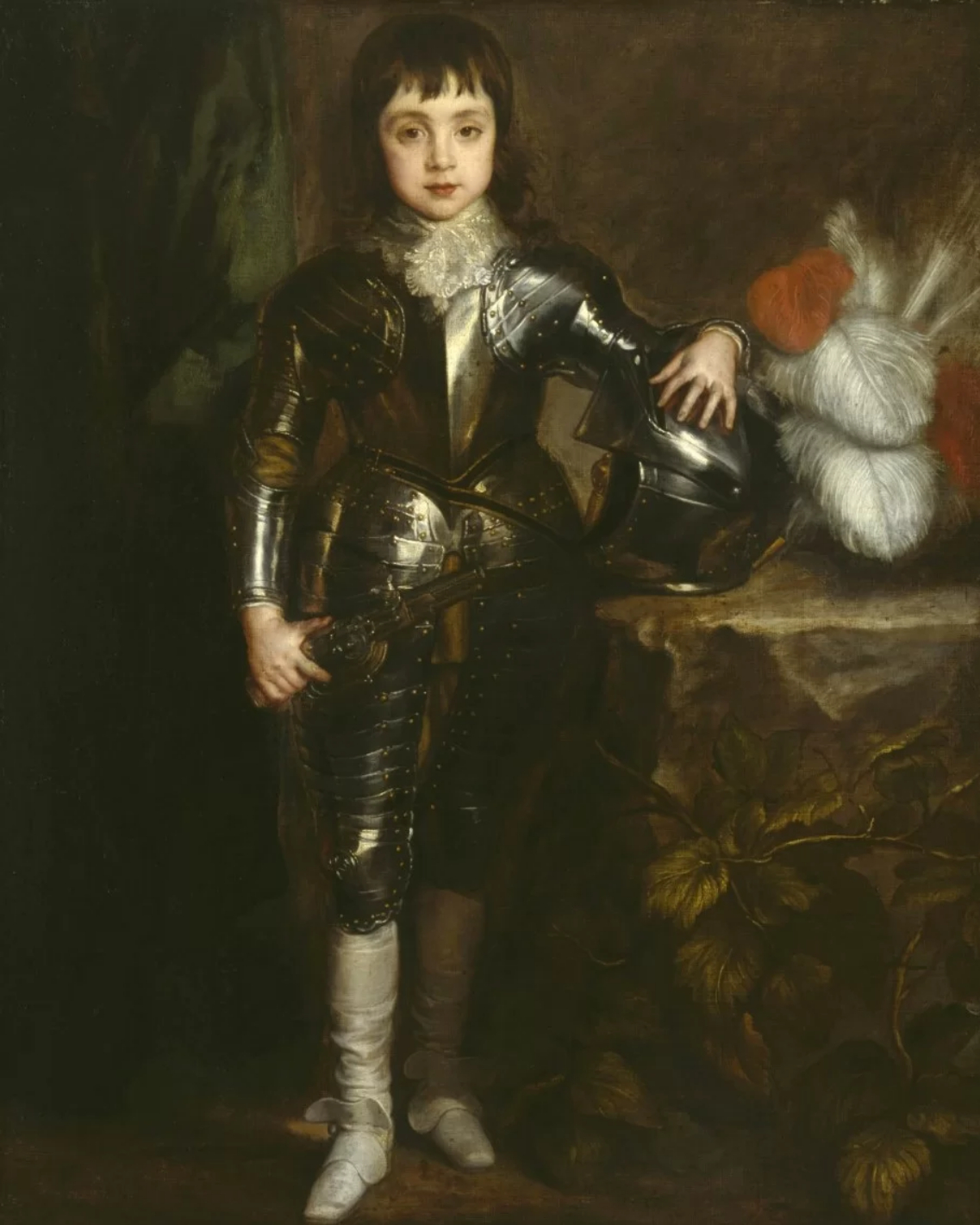
Karol w wieku 7 lat

Karol urodził się w 1630 r. i jako najstarszy żyjący syn pary królewskiej (Karol miał starszego brata, Karola Jakuba, księcia Kornwalii, który urodził się i zmarł w 1629 r.) otrzymał tytuły księcia Kornwalii i Rothesay, a niedługo później księcia Walii. Dzieciństwo Karola upłynęło w czasach osobistych rządów jego ojca, Karola I, znienawidzonego przez społeczeństwo za nakładanie nadmiernych podatków, tendencje absolutystyczne i represje wobec opornych. Karol I przelał na swojego syna wysokie pojęcie o godności monarszej i przekonanie do absolutyzmu.
Karol, chociaż nosił tytuł księcia Walii, nigdy formalnie nie otrzymał insygniów związanych z tym stanowiskiem. W 1641 r. zasiadł po raz pierwszy w Izbie Lordów, podczas obrad „Długiego Parlamentu”, zwołanego przez jego ojca rok wcześniej, w związku z niepowodzeniami podczas wojny ze zbuntowaną przeciwko reformom religijnym Szkocją. Zdominowany przez purytańską opozycję Parlament sprzeciwiał się wszystkim planom królewskim. Karol I zdecydował się aresztować czołowych działaczy opozycji. Nie udało mu się to i musiał wyjechać z Londynu. Udał się na północ, gdzie 22 sierpnia 1642 r. wypowiedział wojnę Parlamentowi.

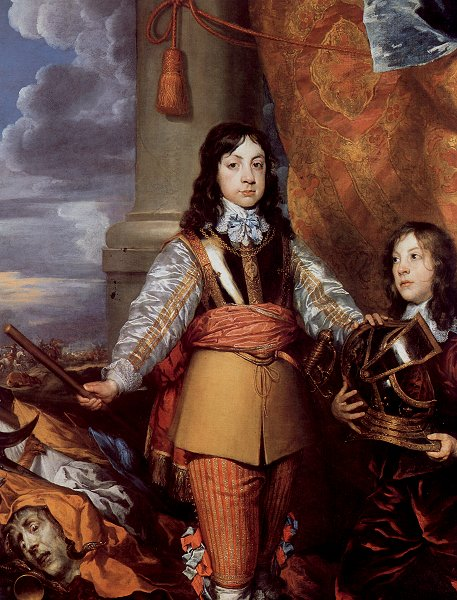
Karol jako książę Walii, 1642 r.

Mimo młodego wieku książę Walii od początku brał udział w działaniach wojny domowej. 23 października 1642 r. wraz z ojcem uczestniczył w pierwszej bitwie wojny pod Edgehill. Brał u boku ojca udział w większych kampaniach tej wojny, a w 1645 r., w wieku 15 lat, został tytularnym dowódcą wojsk w hrabstwach zachodnich. W tym samym roku rojaliści ponieśli klęskę pod Naseby z rąk wojsk Parlamentu dowodzonych przez Olivera Cromwella, który rozpoczął oblężenie Oksfordu, nieformalnej stolicy rojalistów.
W 1646 r. Karol został dla bezpieczeństwa wysłany na wyspy Scilly, u wybrzeży Kornwalii, później zaś na wyspę Jersey w archipelagu Wysp Normandzkich. Następnie udał się do Francji, gdzie od pewnego czasu przebywała jego matka.
Po wybuchu drugiej wojny domowej w 1648 r. Karol udał się do Hagi, do swojego szwagra Wilhelma II Orańskiego, który bardziej niż Francuzi był skłonny popierać rojalistów. Karol przygotowywał flotę, na której czele chciał ruszyć do Anglii, ale klęska rojalistów pod Preston (sierpień 1648 r.), uczyniła tę ekspedycję bezcelową. Podczas pobytu w Hadze Karol nawiązał pierwszy ze swoich licznych romansów. Jego wybranką stała się Lucy Walter, pochodząca ze średniozamożnej walijskiej rodziny szlacheckiej. Niektóre źródła twierdzą, że Karol i Lucy wzięli sekretny ślub.

## Królde iure

### Próby objęcia tronu
Kiedy Karol przebywał we Francji, w 1647 r. jego ojciec został pojmany przez wojska Parlamentu. W 1649 r., kiedy Cromwell rozpędził Parlament, Karol został postawiony przed sądem i skazany na śmierć. Ścięto go 30 stycznia 1649 r. W oczach rojalistów jego syn stał się królem Karolem II. Karol nie posiadał jednak realnej władzy. W tym czasie Anglia została proklamowana republiką, a realna władza znalazła się w rękach Cromwella.
Pierwsza proklamowała Karola królem Szkocja. Miało to miejsce w Edynburgu 5 lutego 1649 r. Za Karolem stanęła większość Szkotów, nawet radykalni prezbiterianie, którzy często sprzeciwiali się Karolowi I. Wymogli jednak na Karolu przysięgę (znaną jako traktat z Bredy), że nie będzie wzorem ojca i dziada dążył do unifikacji Kościołów Anglii i Szkocji. Karol traktat przysiągł i 23 czerwca 1650 r. wylądował w Szkocji, gdzie od razu ogłosił zniesienie anglikanizmu. Przydało mu to popularności wśród Szkotów, ale przyczyniło się też do spadku jego popularności wśród Anglików.
Cromwell tymczasem nie czekał z założonymi rękoma. Błyskawicznie ruszył do Szkocji i kiedy Karol jeszcze świętował swoje przybycie, rozgromił armię szkocką pod Dunbar (3 września 1650 r.). Szkoci jednakże pozostali wierni Karolowi, który 1 stycznia 1651 r. w Scone został koronowany na króla Szkocji. Karol postanowił przenieść działania wojenne do Anglii, ale większość prezbiterian na czele z Archibaldem Cambellem, 1. markizem Argyll, odmówiła uczestnictwa w ekspedycji. Do sił Karola przyłączyła się tylko niewielka grupa angielskich rojalistów. Karol ruszył na południe Anglii, gdzie 3 września 1651 r. został pod Worcester rozgromiony przez siły Parlamentu.

### Na wygnaniu
Po klęsce Karol ukrywał się jakiś czas w dębie (zwanym później Royal Oak) w Boscobel House, po czym uciekł do Francji. Parlament wyznaczył cenę za głowę króla (wynosiła ona 1 000 funtów) i karę śmierci na każdego, kto by mu pomagał. Ucieczka Karola trwała 6 tygodni, ale zakończyła się sukcesem. Kiedy król przybył na kontynent, okazało się, że zarówno Francja, jak i Niderlandy sprzymierzyły się z Cromwellem. Karol musiał więc szukać wsparcia w Hiszpanii. Rozpoczął nawet tworzenie tam armii, ale na przeszkodzie stanęła pusta kiesa wygnanego króla.
Przez kolejnych 9 lat Karol pędził żywot wygnańca. W tym czasie przebywał głównie we Francji. Od króla Ludwika XIV otrzymał pokaźną sumę pieniędzy, ale jego rozrzutny tryb życia spowodował, że wkrótce mu ich zabrakło. Karol prowadził utracjuszowski tryb życia, wydawał i uczestniczył w licznych balach oraz wdawał się w liczne romanse. Nie czynił nic, co by go mogło przybliżyć do odzyskania angielskiego tronu. Nieoczekiwanie jednak szansa taka pojawiła się w 1658 r.

## Restauracja Stuartów
3 września 1658 roku w Whitehall zmarł lord protektor Oliver Cromwell. Urząd lorda protektora przejął po nim jego syn Richard. Młody Cromwell nie był przygotowany do pełnienia swojej funkcji i nie posiadał żadnego wyczucia politycznego. Za jego rządów Anglia zaczęła pogrążać się w chaosie. Nie cieszył się poparciem ani Parlamentu, ani Armii. W końcu 25 maja 1659 roku został zmuszony do abdykacji. Funkcję lorda protektora zniesiono.
Na główną postać w Anglii wyrósł generał George Monck, gubernator Szkocji. Po upadku Protektoratu ruszył ze swą armią na Londyn i zmusił Parlament do rozwiązania się. Nowe wybory przyniosły rojalistom większość miejsc w Izbie Gmin. Wiosną 1660 roku Monck zaczął potajemnie kontaktować się z Karolem, który za jego radą opuścił Niderlandy Hiszpańskie i osiadł w Bredzie, skąd 4 kwietnia wysłał do Moncka, obu izb parlamentu i Lorda Mayora Londynu listy, których najważniejszą część stanowiła tzw. deklaracja z Bredy. Karol zawarł w niej listę obietnic, w tym między innymi obietnicę amnestii dla wrogów jego ojca, rządzenia przy pomocy Parlamentu i tolerancji religijnej. Na wieść o tym 8 kwietnia Parlament uznał Karola za króla Anglii.
25 maja 1660 roku Karol wylądował w Dover, powracając do Anglii po 9 latach nieobecności. 29 maja król wkroczył do Londynu (tę datę uznaje się za dzień Restauracji). Karol zapowiedział amnestię dla zwolenników Cromwella, z wyjątkiem tych, którzy odegrali poważniejszą rolę w procesie i egzekucji jego ojca. Większość z nich została stracona jeszcze w 1660 roku przez powieszenie, utopienie czy poćwiartowanie. Reszta spędziła wiele lat w więzieniach. Ciała Cromwella, generała Henry’ego Iretona i przewodniczącego sądu nad Karolem I Johna Bradshawa ekshumowano i powieszono.

## Pierwsze lata rządów

### Cavalier Parliament
W grudniu 1660 r. Karol II rozwiązał Parlament. Następny (zwany Cavalier Parliament) zebrał się po koronacji Karola na króla Anglii (23 kwietnia 1661 r. w Opactwie Westminsterskim). Ten Parlament został zdominowany przez rojalistów i Karol nie widział potrzeby rozwiązywania go. Nastąpiło to dopiero w 1679 r. Parlament szybko zabrał się za działalność ustawodawczą. Prym w nim wiódł doradca i przyjaciel króla Edward Hyde, 1. hrabia Clarendon. Ogłoszono ustawy pozbawiające katolików prawa do wykonywania funkcji publicznych oraz kilka ustaw regulujących działalność Kościoła anglikańskiego:
- Corporation Act z 1661 r. potwierdzał nadrzędną pozycję Kościoła Anglikańskiego. Innowiercy tracili prawo do sprawowania funkcji publicznych
- Act of Uniformity z 1662 r. wskazywał na Modlitewnik Powszechny (The Book of Common Prayer) jako najważniejszą książkę w liturgii. Ponad 1860 duchownych odmówiło takiego uznania, przez co zostali pozbawieni swych urzędów oraz prawa do głoszenia kazań, a wielu z nich wtrącono do więzienia. Najsłynniejszym męczennikiem dysydenckim z tego okresu jest John Bunyan.
- Conventicle Act z 1664 r. zakazywał zebrań wyznawców religii innych niż anglikanizm w liczbie większej niż 5 osób, które nie są członkami jednej rodziny.
- Five Mile Act z 1665 r. zakazywał duchownym, których pozbawiono urzędu, przebywania w odległości mniejszej niż 5 mil do swego dawnego kościoła.

Karol zrezygnował z większości uprawnień, które jego ojciec uznawał za przynależne władzy monarszej. Przyniosło mu to uznanie Parlamentu, który ofiarował królowi 1 200 000 funtów. Dla króla było to mało i każdego roku pobierał ze skarbu ogromne sumy. Aby zwiększyć dochody, powierzył George’owi Downingowi reformę zarządzania skarbem i zbierania podatków.

### Polityka zagraniczna

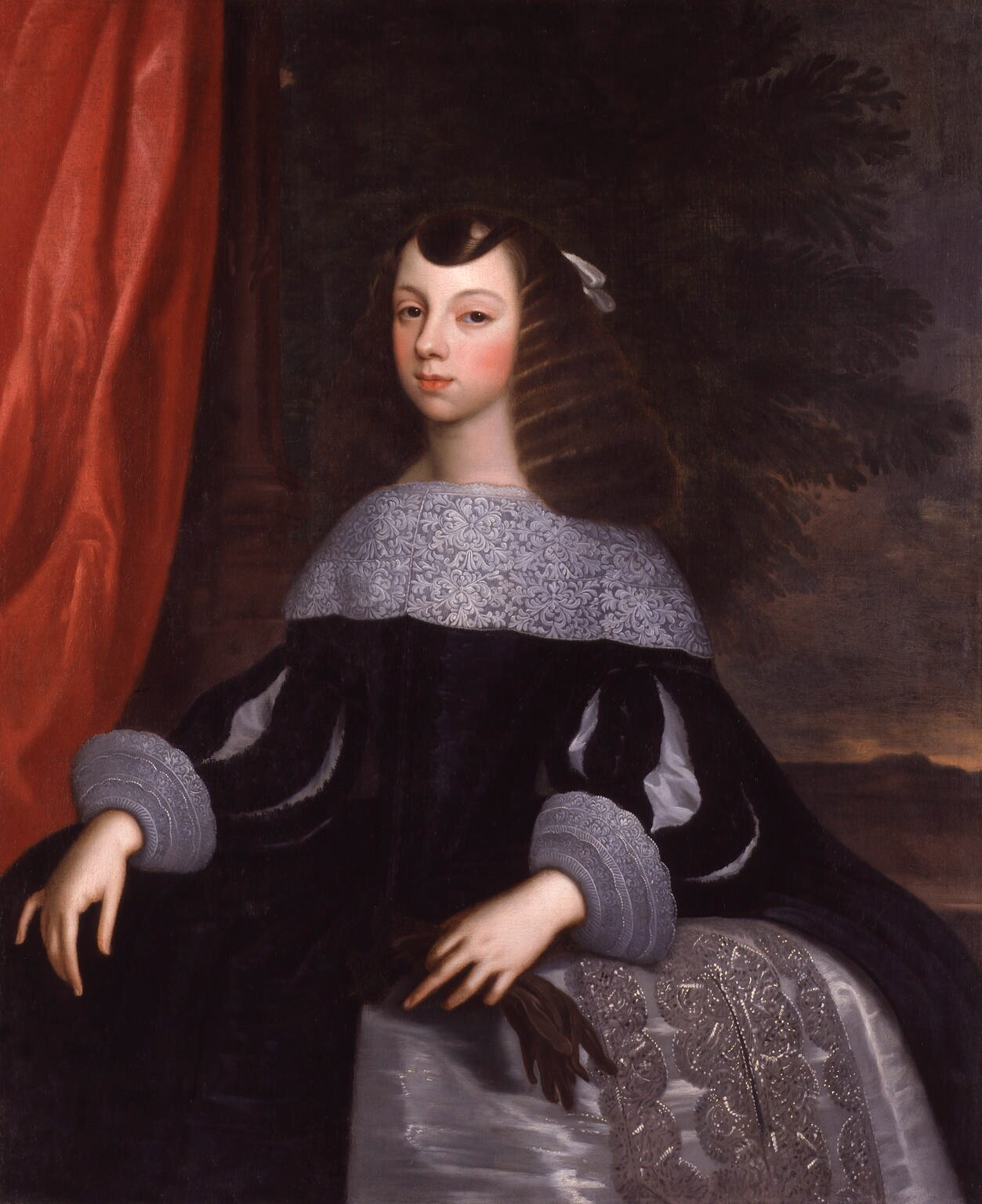
Katarzyna de Bragança

W 1662 r. Karol poślubił portugalską księżniczkę Katarzynę de Bragança, córkę króla Jana IV. Żona wniosła mu w posagu Bombaj i Tanger. W tym samym roku Karol sprzedał port w Dunkierce Ludwikowi XIV za 40 000 funtów. Wcześniej, bo w 1660 r., przywileje Karola II rozpoczęły kolonizację terytorium Prowincji Karolina (ob. stany Karolina Północna i Karolina Południowa), nazwanej tak na cześć ojca króla. W 1663 r. Karol nadał te tereny 8 lordom, którzy szczególnie wspierali go podczas Restauracji.
W latach 1665–1667 toczyła się wojna z Niderlandami, spowodowana Aktem Nawigacyjnym, wydanym jeszcze przez Cromwella (chodziło w tym Akcie o to, że handel z Anglią i jej koloniami mógł być prowadzony tylko przez statki pod angielską banderą, co godziło w handlowe interesy Niderlandów). Wojna początkowo toczyła się po myśli Anglików, którzy zdobyli holenderską kolonię w Ameryce Północnej – Nowe Niderlandy, z jej stolicą Nowym Amsterdamem (przemianowanym na Nowy Jork, na cześć brata króla, Jakuba, księcia Yorku). Potem karta wojny się odwróciła. W 1667 r. Holendrzy zaatakowali flotę angielską na Tamizie, zatapiając wszystkie statki oprócz flagowego – Royal Charles – który został zabrany do Niderlandów jako trofeum.
Wojna zakończyła się traktatem w Bredzie 31 lipca 1667 r., na mocy którego Anglicy musieli oddać Nowe Niderlandy. Niepowodzenie w wojnie spowodowało upadek Clarendona. Hrabia uciekł do Francji, a Izba Gmin wydała na niego wyrok śmierci za zdradę. Największe wpływy w Anglii uzyskała grupa 5 polityków, znanych jako Klika (ang. Cabal, od nazwisk jej członków – Clifforda, Arlingtona, Buckinghama, Ashleya i Lauderdale’a).
Tymczasem wieczne kłopoty finansowe króla pchnęły go do tajnych negocjacji z Ludwikiem XIV. Na pomocy tajnego porozumienia (Treaty of Dover) Ludwik zobowiązywał się płacić Karolowi 200 000 funtów rocznie, zaś Karol obiecywał wspierać działania Ludwika i przejść na katolicyzm. Karol zresztą cały czas sprzyjał katolicyzmowi, a niektórzy twierdzili nawet, że był ukrytym katolikiem.
W 1670 r. Karol II założył Brytyjską Kompanię Indii Wschodnich (British East India Company), która miała zarządzać terytoriami w Indiach, miała prawo pobierać podatki, decydować o wojnie i pokoju, tworzyć fortece i oddziały wojskowe oraz zawierać przymierza. Sprawowała również jurysdykcję prawną nad Indiami.

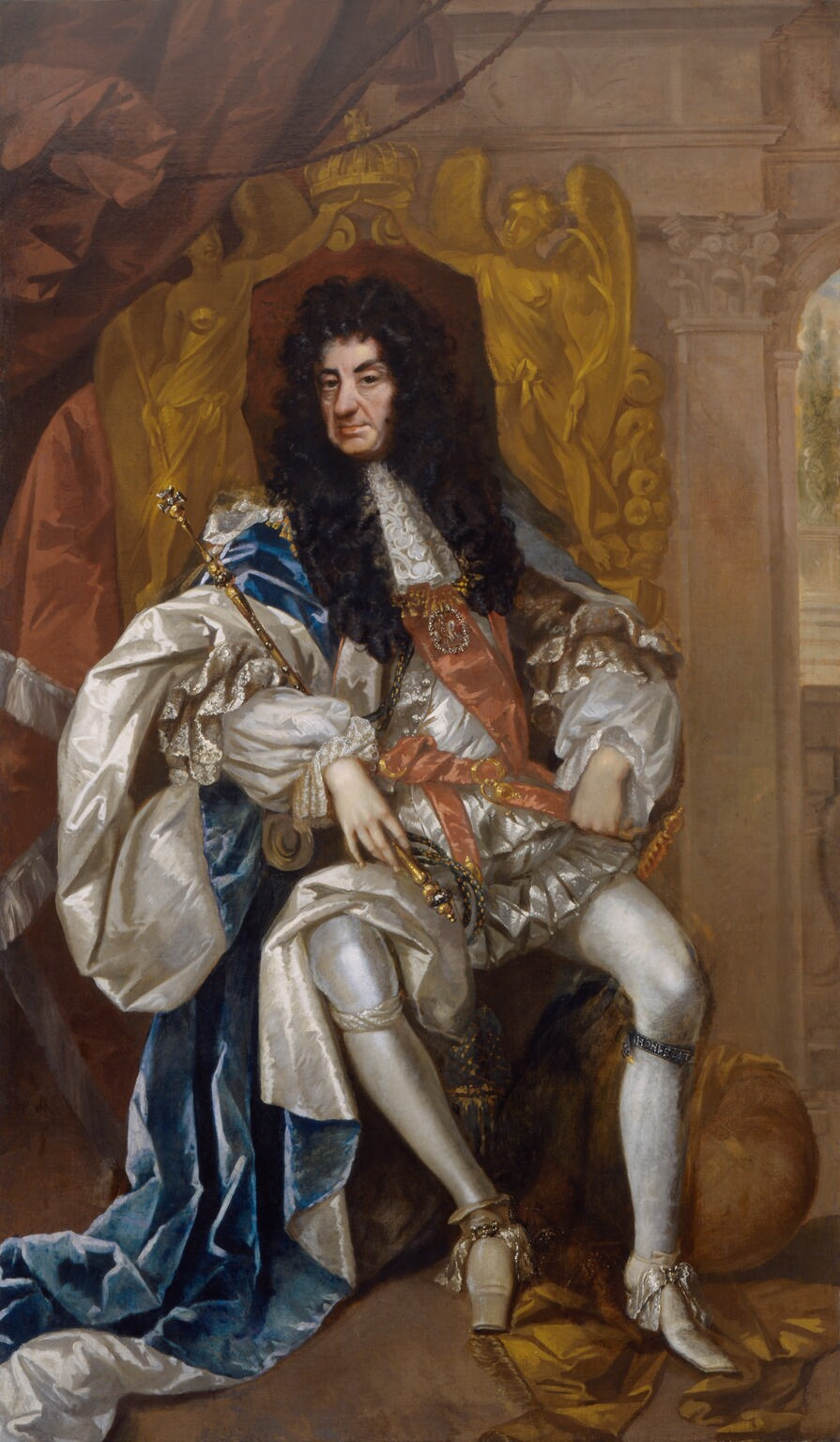
Karol II Stuart

W 1672 r. Karol rozpoczął kolejną wojnę z Niderlandami, otwarcie wspierając Francję. Wojna trwała 2 lata i Niderlandy zostały zmuszone do oddania Anglii Nowych Niderlandów. Przy okazji wojny wyszły na jaw tajne rozmowy francusko-angielskie, co spowodowało konflikt króla z Parlamentem.

### Zaraza i pożar
Lata 1665–1666 to czas największych klęsk, jakich Anglia doświadczyła pod rządami Karola II. Chodzi tu m.in. o Wielką Zarazę i Wielki Pożar. Epidemia, która uderzyła w 1665 r., do Londynu trafiła najprawdopodobniej na statkach holenderskich przewożących bawełnę z Amsterdamu. Rozprowadzana przez szczury i pchły pochłaniała ok. 7 000 ofiar tygodniowo. W lipcu rodzina królewska przeniosła się do Oksfordu. Zaraza skończyła się równie nagle, jak się rozpoczęła.
Nie był to jednak koniec nieszczęść Londynu. 2 września 1666 r. przypadkowo zaprószony ogień spowodował wielki pożar miasta. Spłonęło 13 200 domów i 87 kościołów, w tym katedra Świętego Pawła. Pożar miał ten jeden pozytywny skutek, że w jego wyniku zginęły przenoszące zarazę szczury i pchły, co spowodowało ostateczny zanik Wielkiej Zarazy z ubiegłego roku.

### Dwór królewski doby restauracji
W czasach restauracji dwór królewski powrócił do obyczajów sprzed rewolucji. Surowe i purytańskie obyczaje okresu Rewolucji i Republiki odeszły w niepamięć. Karol II uwielbiał rozrywkowy tryb życia, nieustannie odbywały się bale i przyjęcia. Małżeństwo z Katarzyną Portugalską nie wpłynęło na temperament króla. Przez jego alkowę nieustannie przewijały się coraz to nowe kochanki. Karol musiał darzyć jednak Katarzynę jakimiś uczuciami, gdyż odmówił rozwodu z żoną, co sugerował mu Parlament z powodu licznych ciąż Katarzyny (ostatnia w 1669 r.) kończących się poronieniami.
Do łask powrócił teatr, który ze względu na zakładane wokół każdego teatru domy publiczne purytanie uznali za wynalazek Szatana. Nastąpił wysyp dramatów i komedii, prawie wszystkie były jednak miernej jakości, nie posiadały głębszych treści i służyły wyłącznie rozrywce.
Karol II był również pierwszym monarchą na Wyspach Brytyjskich, który interesował się piłką nożną. Król przyczynił się w pewien sposób do rozwoju tej dyscypliny, dając jej w 1681 r. królewską aprobatę.
Król był również mecenasem artystów i naukowców. W 1660 r. utworzył Towarzystwo Królewskie (Royal Society, formalnie uznane w 1662), w skład którego wchodzili min. Robert Hooke, Robert Boyle i Isaac Newton. Karol był mecenasem sir Christophera Wrena, architekta, który odbudowywał Londyn po pożarze 1666 r. Wren był również projektantem Królewskiego Szpitala w Chelsea (Royal Hospital Chelsea), ufundowanego przez króla dla emerytowanych żołnierzy w 1681 r.

## Konflikty z Parlamentem i rządy osobiste

### Pierwsze spory z Parlamentem
Zgodne rządy króla Karola II i Parlamentu trwały przez ponad 10 lat, by w latach 70 XVII w. ulec pogorszeniu. Wpływ na to miała polityka zagraniczna króla, polegająca na wspieraniu katolickiej Francji, oraz jego działania w kwestiach religijnych. Pierwszym zadrażnieniem była „Deklaracja Pobłażliwości” (Declaration of Indulgence) z 1672 r., w której król Karol nadał protestantom niezwiązanym z Kościołem Anglikańskim równe prawa jak anglikanom. Parlament uznał to za pierwszy krok na drodze do równouprawnienia katolików i zablokował ustawę. Od tej pory stosunki na linii król-Parlament stawały się coraz chłodniejsze.
W 1673 r. Karol pod wpływem Parlamentu wycofał „Deklarację Pobłażliwości” i zgodził się na wydanie Test Act, który dopuszczał sakramenty tylko zaaprobowane przez Kościół Anglikański i po raz kolejny opowiadał się przeciw równouprawnieniu katolików. Rok później Parlament odmówił dalszego finansowania wojny z Niderlandami i zmusił Karola do zawarcia pokoju.
Do kolejnych sporów przyczyniła się kwestia następstwa tronu. Królowa Katarzyna, której każda ciąża kończyła się poronieniem, nie mogła dać królowi męskiego potomka, król natomiast odmawiał rozwodu z żoną. W tej sytuacji następcą tronu był brat Karola, Jakub, książę Yorku, niepopularny w społeczeństwie, głównie z tego powodu, że był zdeklarowanym katolikiem. W 1678 r. niejaki Titus Oates zaczął rozgłaszać pogłoski o „papieskim przewrocie”, który miał na celu zamordowanie króla Karola i zastąpienie go księciem Yorku. Król ani przez chwilę nie uwierzył w te plotki, ale wyznaczył Thomasa Osborne’a, 1. hrabiego Danby do zbadania sprawy. Danby przedstawił sprawę Parlamentowi, co doprowadziło do antykatolickiej histerii, a w całym kraju zaczęły się polowania na domniemanych spiskowców.

### Sprawa hrabiego Danby
Napięcie osiągnęło punkt kulminacyjny w 1678 r., kiedy Parlament postawił w stan oskarżenia hrabiego Danby. W 1678 r. większość Anglików chciała wojny z Francją, Karol jednak prowadził tajne negocjacje z Ludwikiem XIV. W zamian za sporą sumę pieniędzy król gwarantował neutralność Anglii. Do negocjacji we Francji został wysłany właśnie Danby. Na jego nieszczęście Izba Gmin dowiedziała się o tej misji i oskarżyła Danby’ego o zdradę stanu. Hrabiemu groził proces przed Izbą Lordów. Chcąc chronić hrabiego, Karol II w styczniu 1679 r. rozwiązał Parlament.
Nowy Parlament zebrał się w marcu 1679 r. Mimo że w większości był przychylny królowi, zmusił Danby’ego do zrzeczenia się funkcji Lorda Wielkiego Skarbnika, hrabia otrzymał jednak królewskie przebaczenie. Izba Lordów zażądała procesu Danby’ego. Naciskany przez nią król zgodził się w końcu aresztować hrabiego i osadzić go w Tower. Niedługo później Danby został skazany na 5-letnią banicję.

### Kwestia sukcesji
Kolejną kością niezgody między królem i Parlamentem była kwestia sukcesji. Parlament 1679 r. robił wszystko, aby na tronie Anglii nie zasiadł katolicki król. Hrabia Shaftesbury (jeden z członków Kliki) przygotował Exclusion Bill (Ustawę o wykluczeniu), która wykluczała księcia Yorku z sukcesji. W oczach protestantów kandydatem na króla był James Scott, 1. książę Monmouth, najstarszy z nieślubnych dzieci Karola II.
Exclusion Bill przyczyniła się do podziałów na angielskiej scenie politycznej i wyodrębnienia się partii politycznych, które przetrwały do dziś. Zwolennicy ustawy, zwani „petycjonistami” (Petitioners), przekształcili się w partię wigów (ob. Partia Liberalna), natomiast jej przeciwnicy, zwani „abhorrerami” (Abhorrers), przekształcili się w partię torysów (ob. Partia Konserwatywna).
Karolowi Exclusion Bill nie przypadła do gustu. Obawiając się jej uchwalenia, w grudniu 1679 r. rozwiązał Parlament. Dwa kolejne Parlamenty (w 1680 i 1681 r.) również zostały rozwiązane w związku z ustawą sukcesyjną. Po rozwiązaniu Parlamentu w 1681 r. rozpoczęły się rządy osobiste Karola II, który wykorzystał fakt, że Exclusion Bill cieszyła się coraz mniejszym poparciem w społeczeństwie, które było lojalne wobec króla Karola.
Królewski opór wobec ustawy sukcesyjnej spowodował, że niektórzy protestanccy politycy zawiązali w 1683 r. spisek, mający na celu zabicie króla i księcia Yorku podczas ich powrotu z wyścigów w Newmarket. Plany spiskowców pokrzyżował jednak pożar, który spalił Newmarket. Wkrótce spisek wyszedł na jaw. Niektórzy jego członkowie uciekli (książę Monmouth, hrabia Shaftesbury), inni zostali ścięci (lord William Russel, Algernon Sydney).
Ten sam Parlament w maju 1679 r. uchwalił Habeas Corpus Act. W myśl jego przepisów nikt nie mógł zostać aresztowany bez wyroku sądu, a aresztowany miał prawo w ciągu 24 godzin poznać stawiane mu zarzuty. Nie wolno było również przetrzymywać oskarżonego dłużej niż 3 do 20 dni przed rozprawą.

### Śmierć i następstwo
Karol zmarł w 1685 r. po czterech dniach agonii. Do czuwających przy jego łożu dygnitarzy i członków rodziny w pewnym momencie powiedział: Umieram niezwykle długo. Mam nadzieję, że mi to wybaczycie. Przyczyną śmierci była uremia, powstała w związku z niewydolnością nerek. Do łoża umierającego przyprowadzono księdza Johna Huddlestona. Karol zdecydował się przejść na katolicyzm. Zmarł niedługo później 8 lutego 1685 r. Jego następcą został książę Yorku jako Jakub II w Anglii i Jakub VII w Szkocji. Jego niepopularne rządy trwały do 1688 r., kiedy został obalony przez chwalebną rewolucję i zmuszony do ucieczki do Francji.

## Wywód przodków
| 4. Jakub I Stuart                 |  |                           |  |  |             |
|                                   |  | 2. Karol I Stuart         |  |  |             |
| 5. Anna Duńska córka Fryderyka II |  |                           |  |  |             |
|                                   |  |                           |  |  | 1. Karol II |
| 6. Henryk IV Burbon               |  |                           |  |  |             |
|                                   |  | 3. Henrietta Maria Burbon |  |  |             |
| 7. Maria Medycejska               |  |                           |  |  |             |
|                                   |  |                           |  |  |             |

## Rodzina
3 lub 21 maja 1662 r. w Portsmouth Karol poślubił Katarzynę de Bragança (25 listopada 1638 – 30 listopada 1705), córkę Jana IV Szczęśliwego, króla Portugalii, i Ludwiki de Guzman, córki Juana Manuela Pereze de Guzman, 8 księcia Medina-Sidonia. Karol i Katarzyna nie mieli razem dzieci.
Karol miał wiele dzieci ze związków pozamałżeńskich.
Z Lucy Walter:
- James Scott (9 kwietnia 1649 – 15 lipca 1685), 1 książę Monmouth i 1. książę Buccleuch
- Mary Crofts (ok. 1651 – 1693), żona Williama Sarsfielda i Williama Fanshawa

Z Elizabeth Killigrew:
- Charlotte Jemina Henrietta Maria Boyle (FitzCharles) (1650 – 1684), żona Jamesa Howarda i Williama Pastona, 2. hrabiego Yarmouth

Z Catherine Pegge, lady Green:
- Charles FitzCharles (1657 – 17 października 1680), zwany „Don Carlos”, hrabia Plymouth
- Catherine FitzCharles (1658, zmarła młodo)

Z Barbarą Palmer, hrabiną Castlemaine i księżna Cleveland:
- Anna Palmer (Fitzroy) (25 lutego 1661 – 16 maja 1722), żona Thomasa Lennarda, 15. barona Dacre, lorda Teyhnama i Roberta Moore’a
- Charles FitzRoy (18 czerwca 1662 – 9 września 1730), 2. książę Cleveland i 1. książę Southampton
- Henry FitzRoy (28 września 1663 – 9 października 1690), 1. książę Grafton
- Charlotte FitzRoy (5 września 1664 – 17 lutego 1718), żona Edwarda Lee, 1. hrabiego Lichfield
- George FitzRoy (28 grudnia 1665 – 28 czerwca 1716), 1. hrabia Northumberland i 1. książę Northumberland
- Barbara FitzRoy (16 lipca 1672 – 6 maja 1737), została uznana przez Karola II, ale niektórzy twierdzą, że jej prawdziwym ojcem był John Churchill, 1. książę Marlborough

Z Eleonor „Nell” Gwyn:
- Charles Beauclerk (8 maja 1670 – 10 maja 1726), 1. książę St Albans
- James Beauclerk (25 grudnia 1671 – wrzesień 1680)

Z Louise Renée de Penancoet de Kéroualle, księżną Portsmouth:
- Charles Lennox (29 lipca 1672 – 27 maja 1723), 1. książę Richmond i 1. książę Lennox

Z Mary „Moll” Davis:
- Mary Tudor (16 października 1673 – 5 listopada 1726), żona Edwarda Radclyffe’a, 2. hrabiego Derwentwater, Henry’ego Grahama i Jamesa Rooke’a

Innymi kochankami Karola II były:
- Cristabella Wyndham
- Hortensja Mancini, księżna Mancini
- Winifred Wells
- Jane Roberts
- Mary Sackville, wdowa po hrabim Falmouth
- Elisabeth Fitzgerald, hrabina Kildare